# Tonie Behar
Tonie Behar est une romancière, journaliste et scénariste française, née à Istanbul.

## Biographie
Née à Istanbul dans une famille judéo-espagnole, Tonie Behar s'installe à Paris avec ses parents et sa sœur à l'âge de 5 ans. Elle démarre une première carrière dans le monde du luxe et intègre notamment le service presse de la maison de couture Ungaro. En 2002, elle crée l'agence de rédaction Plume, spécialisée dans les contenus liés au luxe et la beauté. Parallèlement, elle devient journaliste-pigiste et collabore avec les titres de presse Citizen K, Cosmopolitan, Biba, Paris Capitale, Le Huffington Post ou Le Parisien,.
En 2007, elle publie sa première comédie romantique La Sieste (C’est ce qu’elle fait de mieux) aux éditions Jean-Claude Lattès. Dans cet ouvrage, Tonie Behar aborde la maternité surprise de l'insouciante Diana Toledo, une jeune chanteuse de jazz, de retour d'un mois d'août riche en rebondissements et en révélations. Spécialiste des comédies romantiques, elle est également l'auteure de Coups bas et talons hauts (2008), de Grands boulevards (2013) ou encore Si tu m'oublies (2019). En 2011, elle s'intéresse à la notion de pouvoir et de féminité et dresse les portraits de femmes contemporaines avec En scène, les audacieuses !, aux éditions Michel Lafon.
En 2014, Tonie Behar est co-auteure du document Le Rap est la musique préférée des Français avec Laurent Bouneau et Fif Tobossi aux Éditions Don Quichotte (puis en format poche aux éditions Points en 2016). Le livre explore la manière dont cette culture urbaine par ses influences, rythmes, codes et références a su infiltrer l'ensemble des couches de la société,.
En 2015, Tonie Behar fonde la #TeamRomCom, un collectif de six romancières qui défend une comédie romantique à la française de qualité, avec Isabelle Alexis, Adèle Bréau, Sophie Henrionnet, Marie Vareille et Marianne Levy. Elles signent un Manifeste pour la comédie romantique paru le 8 mars 2015 dans le Huffington Post et Terrafemina. En novembre 2017, la #TeamRomCom publie le recueil de nouvelles Y aura-t-il trop de neige à Noël? aux [[Éditions Charleston]], puis en octobre 2019 Noël et préjugés, et en octobre 2020 Noël Actually toujours chez Charleston.

## Publications

### Romans
- La Sieste (C’est ce qu’elle fait de mieux), 2007, Éditions Jean-Claude Lattès, 107 p., réédition 2015  (ISBN 2709655748)
- Coups bas et talons hauts, Éditions Jean-Claude Lattès, 282 p., 2008  (ISBN 270963015X)
- En scène, les audacieuses !, Éditions Michel Lafon, 379 p., 2011  (ISBN 2749914388)
- Grands boulevards (Romans contemporains), Éditions Jean-Claude Lattès, 404 p., 2013  (ISBN 2709643944)
- Si tu m'oublies, Éditions Charleston, 350 p., 2019  (ISBN 9782368123409)
- La Chanson du Rayon de lune, Éditions Charleston, 380 p., 2021  (ISBN 2368126120)
- On n’empêche pas une étoile de briller, Éditions Charleston, 416 p., 2022  (ISBN 978-2-36812-814-5)
- Une folle envie de liberté, Éditions Charleston, 384 p., 2023  (ISBN 978-2-38529-015-3)

### Avec la Teamromcom
- Tonie Behar, Adèle Bréau, Sophie Henrionnet, Marie Vareille, Marianne Levy, Isabelle Alexis, Y aura-t-il trop de neige à Noël ?, Éditions Charleston, 288p, 2017  (ISBN 236812179X)
- Tonie Behar, Adèle Bréau, Sophie Henrionnet, Marie Vareille, Marianne Levy, Isabelle Alexis, Noël et préjugés, Editions Charleston, 265p, 2019  (ISBN 9782368124659)
- Tonie Behar, Adèle Bréau, Sophie Henrionnet, Marie Vareille, Marianne Levy, Isabelle Alexis, Noël Actually, Editions Charleston, 286p, 20202  (ISBN 978-2368125533)
- Tonie Behar, Adèle Bréau, Sophie Rouvier, Marie Vareille, Isabelle Alexis, Si maman si, Éditions Charleston, 208p, 2022  (ISBN 978-2368128381)
- Tonie Behar, Adèle Bréau, Sophie Rouvier, Marie Vareille, Isabelle Alexis, Petits réveillons entre amis, Éditions Charleston, 208p, 2022  (ISBN 978-2368127650)

### Nouvelles au profit de #ProtègeTonSoignant
- Tonie Behar, Adèle Bréau, Sophie Henrionnet, Carine Pitocchi, Julien Rampin, Pascale Rault-Delmas, Clarisse Sabard, Laura Trompette, Marie Vareille, Isabelle Alexis, Emmène-moi, Éditions Charleston, 182p, 2020  (ISBN 978-2368125670)

### Ouvrages collectifs
- Le rap est la musique préférée des français, avec Laurent Bouneau et Fif Tobossi, Don Quichotte {{ISBN |978-2359491968}}